# إيما بوني
إيما بوني (بالإنجليزية: Emma Bonney)‏ هي لاعبة سنوكر بريطانية، ولدت في 13 يوليو 1976 في بورتسموث في المملكة المتحدة.